# Абдуллах ибн аль-Мубарак
Абу ‘Абд ар-Рахман ‘Абдулла́х ибн аль-Муба́рак аль-Марвази, известный как Ибн аль-Мубарак (араб. ابن المبارك‎, 736, Мерв, совр. Туркмения — 797, Хит, совр. Ирак) — мусульманский богослов и хадисовед.

## Биография
Его полное имя: Абу ‘Абд ар-Рахман ‘Абдуллах ибн аль-Мубарак ибн Вадих аль-Ханзали ат-Турки аль-Марвази (араб. أبو عبد الرحمن عبد الله بن المبارك بن واضح الحنظلي، التركي ثم المرْوزي‎). Его отец был вольноотпущенником (мавла) купца из племени Бану Ханзала, одной из ветвей арабского племени Бану Тамим. Родился в  736 году.
Начал обучаться исламским наукам в 20-летнем возрасте. Его первым учителем был ар-Раби ибн Анас аль-Хурасани. Начиная с 758 года он путешествует по исламскому миру в поисках знаний. Он обучался хадисам у Сулеймана ат-Тайми, Хишама ибн Урвы, Сулеймана аль-Амаша, Абдуллаха ибн Ауна, аль-Аузаи, Абу Ханифы, Ибн Джурайджа, Суфьяна ас-Саури, Шубы ибн аль-Хаджжаджа, Малика ибн Анаса, аль-Лайса ибн Саада, Исмаила ибн Айяша, Суфьяна ибн Уяйны и многих других. От него передавали хадисы множество его учеников: Абу Дауд, Яхья ибн Маин, Ибн Абу Шейба, Абд ар-Раззак ас-Санани, Яхья аль-Каттан, Абдуррахман ибн Махди и др.
Абдуллах ибн аль-Мубарак умер в последней декаде месяца рамадан в  797 году и был похоронен в городке Хит в западном Ираке.